# Moio della Civitella

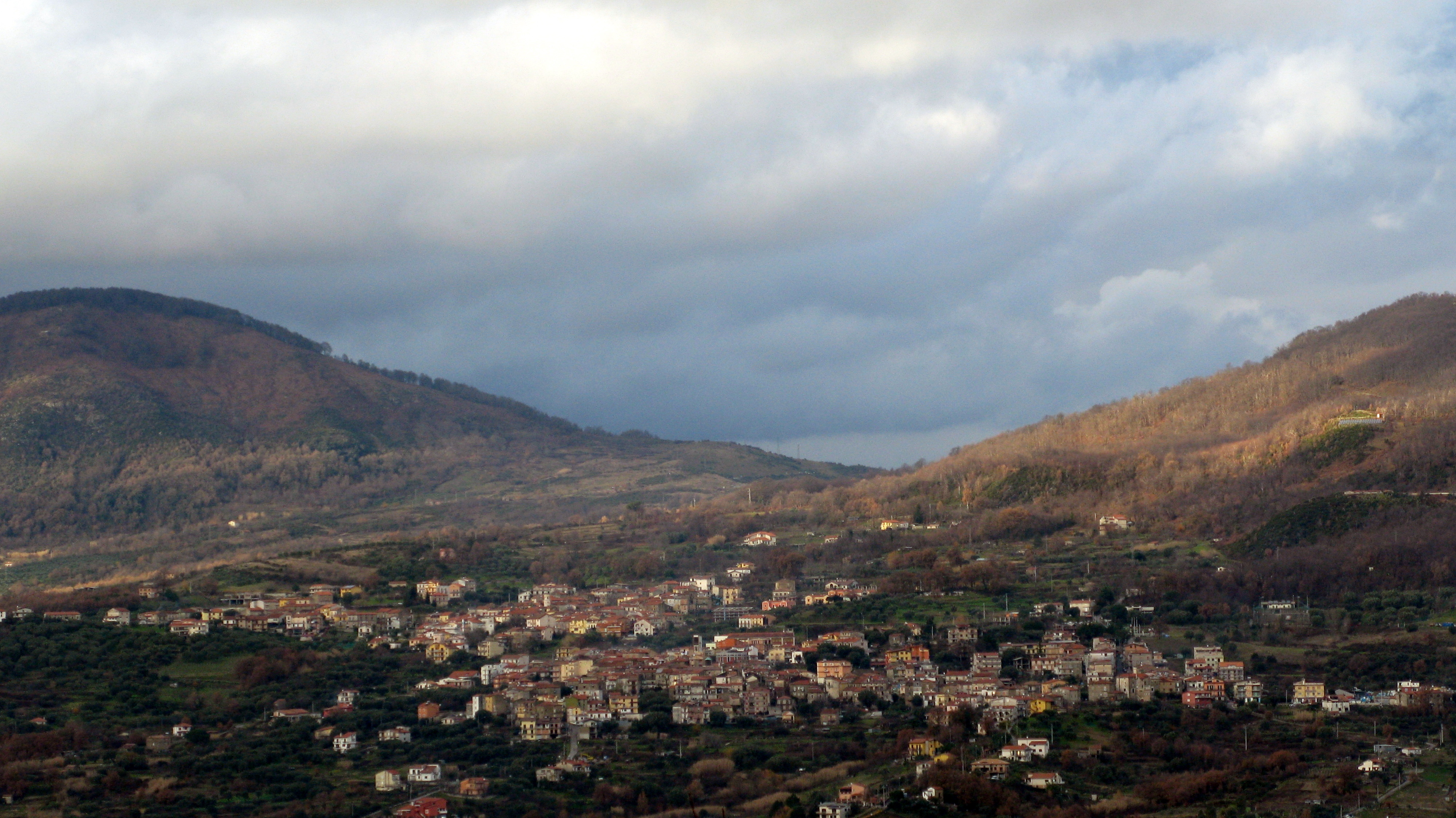
Moio della Civitella

Moio della Civitella ist eine Gemeinde mit 1813 Einwohnern (Stand 31. Dezember 2023) in der Provinz Salerno, Region Kampanien. Der Ort ist Teil des Nationalparks Cilento und Vallo di Diano sowie der Comunità Montana Zona del Gelbison e Cervati.

## Politische Gemeinde
Der Bürgermeister ist seit 2016 Enrico Gnarra.
Die Nachbarorte von Moio della Civitella sind Campora, Cannalonga, Gioi und Vallo della Lucania. Ein weiterer Ortsteil ist Pellare.

## Bevölkerungsentwicklung
Moio della Civitella zählt 723 Privathaushalte. Zwischen 1991 und 2001 stieg die Einwohnerzahl von 1802 auf 1823. Dies entspricht einer prozentualen Zunahme von 1,2 %.

## Touristische Besonderheiten
In Moio befindet sich ein römisches Aquädukt, das am Ende sein Gefälle nutzt, um eine Getreidemühle anzutreiben, indem es das Wasser in einen Trichter ergießt aus dem dann der Wasserstrahl das Mühlrad antreibt.